# 一个人和他的猪
《一个人和他的猪》（法語：Vase de noces）是由蒂埃里·泽诺執導 ，多米尼克·加尔尼主演的一部剧情片。1974年在比利时上映。该作主要讲述了一个人在农田与其身边的动物发生的事情。该作因为人兽恋等内容而多次被澳大利亚分级委员会多次封禁。该作同时让澳大利亚州政府对洛迦诺电影节放映该作感到不满，并引发了一些矛盾。

## 電影內容
在农场中，有一个怪人用奇怪的方式对待着自己身边的家畜以及一些其他的东西。
但他却爱上了自己饲养的猪，并且还让猪有了他的孩子。
然而猪的孩子却并不喜欢男人，这最后导致男人一不小心把猪的孩子弄死。
不久在猪也死去后，男人最终也变得疯狂，最后选择了自杀了……

## 演员表
- 多米尼克·加尔尼

## 上映与发行
该作虽然并没有得到官方的放映权，但有在许多国家私下放映过，澳大利亚分级委员会对此感到不满。
该作曾在第61届洛迦诺电影节亮相。
德国视频发行商Camera Obscura和瑞典发行商Njuta Films均曾以DVD形式发行过该影片。

## 備註
1. ↑  . The New York Times. 12 April 1975.
2. ↑  . Refused-Classification.com.   [2006-09-23]. （原始内容存档于2011-07-18）.
3. ↑  Solo für Licht – Vase de noces （页面存档备份，存于）.
4. ↑  .   [2023-11-01]. （原始内容存档于2012-02-15）.
5. ↑  . 9 April 2009  [2023-11-01]. （原始内容存档于2012-02-24）.